# Cici fuligineux
Espèce
Synonymes
- Tiaris fuliginosa

Statut de conservation UICN

 LC  : Préoccupation mineure
Le Cici fuligineux (Asemospiza fuliginosa), aussi appelé Sporophile fuligineux, est une espèce de passereaux appartenant à la famille des Thraupidae.

## Répartition
Il vit en Amérique du Sud. On le trouve en Colombie, au Venezuela, à Trinité et Tobago, en Guyane, au Brésil, en Bolivie, au Paraguay et en Argentine.